# مياه منضبة بالديوتيريوم
المياه المنضبة بالديوتيريوم (DDW)، والمعروف كذلك باسم أكثر غموضًا وهو المياه الخفيفة، هي عبارة عن مياه تحتوي على تركيز أقل من الديوتيريوم المتوفر بشكل طبيعي، وهو عبارة عن نظير أثقل للهيدروجين يحتوي، بالإضافة إلى البروتون الواحد، على نيوترون؛ وهو ما يضاعف تقريبًا من كتلة ذرة الهيدروجين.
في مياه المحيط المتوسطة القياسية في فيينا، يظهر الديوتريوم بمعدل 155.76 جزءًا في المليون. ويشتمل إنتاج المياه الثقيلة على فصل الديوتيريوم وإنتاج المياه الخفيفة كمنتج ثانوي. ويمكن أن يتم إنتاج المياه الخفيفة أثناء التحليل الكهربي والتقطير والتحلية. كما يمكن إنتاجها كذلك بشكل مباشر باستخدام عملية معالجة كبريتيد جيردلر.
وقد أظهرت التجارب أن استهلاك المياه الخفيفة يمكن أن يكون مفيدًا كعامل مساعد في العلاج الكيميائي. واكتشفت دراسة أجريت في عام 1999 أن المياه التي تحتوي على 30 جزءًا في المليون من الديوتيريوم فقط قد أدت إلى ظهور تحسينات مميزة في معدلات الحياة لدى الفئران التي تم استخدام الأشعة المؤينة معها. وقد أظهرت دراسة أجريت على أربعة مرضى مصابين بنقائل الدماغ بسبب سرطان الرئة أن استخدام نظام يضم تناول المياه الخفيفة على مدار ثلاثة أشهر «قد ساعد على إطالة حياتهم بشكل كبير». وقد أظهرت دراسة مجرية أجريت في عام 2010 ظهور تحسينات كبيرة من ناحية إطالة عمر المرضى المصابين بسرطان البروستاتا، الذين تم علاجهم بالمياه الخفيفة. وعلى الرغم من دعوة جيلبيرت لويس لإجراء هذه التجارب في عام 1934،
, كانت الأبحاث التي أجريت على تأثيرات المياه المنضبة على الخلايا الحية محدودة للغاية، حيث لم تتح إلا أقل من عشر أوراق بحثية تمت مراجعتها من قبل النظراء عبر ببمد في منتصف عام 2011